# John Grimek

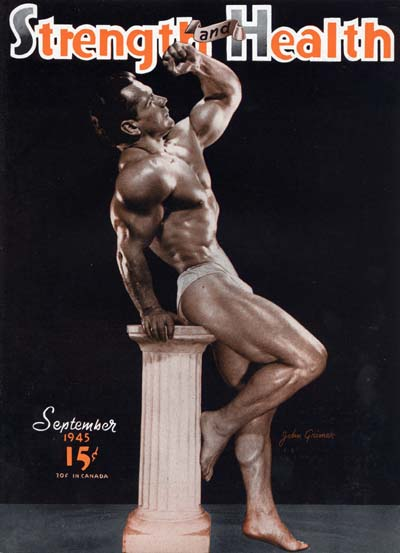
John Grimek (1945)

John Grimek (* 17. Juni 1910 in Perth Amboy, New Jersey; † 20. November 1998 in York (Pennsylvania)) war ein US-amerikanischer Gewichtheber und Bodybuilder.

## Werdegang
John begann als Jugendlicher, animiert von seinem älteren Bruder, mit Hanteltraining, das zunächst nur auf Bodybuilding ausgelegt war. Er besuchte das Studio von Mark Berry, der auch für die nächsten Jahre sein Trainer wurde. 1929 sandte er erstmals Fotos von sich an amerikanische Muskelmagazine, die prompt veröffentlicht wurden. Sie zeigten John in Freiluftaufnahmen, was damals neu war. Als 1932 die US-amerikanischen Gewichtheber bei den Olympischen Spielen in Los Angeles zu ersten Erfolgen kamen (Anthony Terlazzo), interessierte er sich in den nächsten Jahren mehr für das Gewichtheben und versuchte in dieser Sportart seine Leistungen zu verbessern. Er steigerte auf Veranlassung von Mark Berry sein Körpergewicht von 85 kg auf 102,5 kg und gewann 1936 bei den US-amerikanischen Meisterschaften der AAU den Titel mit 357,5 kg im Schwergewicht. Diese Leistung erzielte er dann auch bei den Olympischen Spielen 1936 in Berlin. Nach diesen Olympischen Spielen wechselte er nach York in den bekannten York Barbell Club zu Bob Hoffmann. Bis zu den Weltmeisterschaften 1938 in Wien, für die er sich erneut qualifizierte, hatte er wieder in das Halbschwergewicht (bis 82,5 kg Körpergewicht) abtrainiert. Nach diesen Weltmeisterschaften gab er das Gewichtheben auf und startete nur mehr als Bodybuilder.
Im Bodybuilding war er der Typ des äußerst kraftvollen, gut proportionierten Athleten. Er war nur 1,74 m groß und wog als Bodybuilder 88 bis 90 kg. Er war der erste Sportler, der zweimal den Mr. America-Titel gewann. Sensationell waren seine beiden Siege über den phänomenalen Steve Reeves.
John Grimek arbeitete schon seit den 1930er Jahren als Journalist für die Muskelzeitschrift „Strength & Health“. 1964 wechselte er dann zu „Muscular Development“ und beendete dort erst 1985 seine Tätigkeit. Unzählige Artikel über das Bodybuilding entstanden dabei aus seiner Feder.

## Karriere als Gewichtheber
(OS = Olympische Spiele, WM = Weltmeisterschaften, Hs = Halbschwergewicht, S = Schwergewicht)
- 1935, 2. Platz, USA-Meisterschaften, FK, S, mit 497,5 kg, hinter Bill Good, 545 kg;
- 1936, 1. Platz, USA-Meisterschaften, OD, S, mit 357,5 kg;
- 1936, 2. Platz, US-Olympiaausscheidung, OD, S, mit 352,5 kg, hinter Bill Good, 375 kg;
- 1936, 9. Platz, OS in Berlin, OD, S, mit 357,5 kg, Sieger Josef Manger, Deutschland, 410 kg vor Václav Pšenička, Tschechoslowakei, 402,5 kg;
- 1937, 1. Platz, Meisterschaften von New Jersey, OD, S, mit 345 kg;
- 1938, 1. Platz, Nordamerikanische Meisterschaften, OD, Hs, mit 377,5 kg, vor John Davis (Gewichtheber), 370 kg;
- 1938, 4. Platz, WM in Paris, OD, Hs, mit 365 kg, hinter John Davis, USA, 387,5 kg, Fritz Haller, Österreich, 377,5 kg und Louis Hostin, Frankreich, 372,5 kg;
- 1939, 1. Platz, Nordamerikanische Meisterschaften, OD, Hs, mit 370 kg;
- 1940, 3. Platz, USA-Meisterschaften, S, mit 390 kg, hinter Steve Stanko, 432,5 kg und Louis Abele, 415 kg

## Karriere als Bodybuilder
- 1939, „York Perfect Man“, vor Elmer Farnham und Constantin Cosiras;
- 1940, „Mr. America“, vor Frank Leight und Ludwig Schusterich;
- 1941, „Mr. America“, vor Jules Bacon und Frank Leight;
- 1946, „Most Muscular Man in America“, vor Steve Stanko und Sam Loprinzi;
- 1948, „Mr. Universe“ (NABBA), Gesamtsieger und Medium-Sieger, vor Steve Reeves und André Drapp;
- 1949, „Mr. USA“ (AAU), vor Clarence Ross, Reeves, George Eiferman und Armand Tanny